# NGC 2852
NGC 2852 est une petite galaxie spirale barrée située dans la constellation du Lynx. NGC 2852 a été découverte par l'astronome germano-britannique William Herschel en 1787.

## Caractéristiques
Sa vitesse par rapport au fond diffus cosmologique est de 2 002 ± 16 km/s, ce qui correspond à une distance de Hubble de 29,5 ± 2,1 Mpc (∼96,2 millions d'al).
À ce jour, une mesure non basée sur le décalage vers le rouge (redshift) donne une distance d'environ 29,300 Mpc (∼95,6 millions d'al). Cette valeur est à l'intérieur des valeurs de la distance de Hubble.
La classe de luminosité de NGC 2852 est I et elle présente une large raie HI.

## Paire de galaxies
NGC 2852 et NGC 2853 forment une paire de galaxie.